# HMS Venetia (D53)
«Венеціа» (D53) (англ. HMS Venetia (D53) — військовий корабель, ескадрений міноносець «Адміралті» типу «V» Королівського військово-морського флоту Великої Британії за часів Першої та Другої світових війн.
«Венеціа» був закладений 2 лютого 1917 року на верфі компанії Fairfield Shipbuilding and Engineering Company у Глазго. 29 жовтня 1917 року він був спущений на воду, а 19 грудня 1917 року увійшов до складу Королівських ВМС Великої Британії.
Корабель брав участь у бойових діях на морі в Першій та Другій світових війнах. У роки Другої світової переважно бився в Атлантиці.

## Історія служби

### Міжвоєнний час
31 серпня 1921 року «Венеціа» приєднався до легких крейсерів «Каледон», «Кастор», «Корделіа» та «Кюрасоа» й есмінців «Вектіс», «Віцерой», «Ванквішер», «Вайолент», «Віконт», «Вінчелсі» та «Волфхаунд» у морському поході по Балтійському морю. Британські кораблі пройшли Північне море, канал Кайзера Вільгельма, й увійшли до Балтики, потім відвідали Данциг у Вільному місті Данциг; Мемель у Клайпедському краї; Лієпаю та Ригу в Латвії, столицю Естонії Таллінн, Гельсінкі, Фінляндія; Стокгольм, Швеція; Копенгаген, Данія; Гетеборг, Швеція; і Крістіанія, Норвегія, перед тим, як 15 жовтня 1921 року повернутися через Північне море і закінчити похід у порту Едгар, Шотландія.